# Petra Olschowski

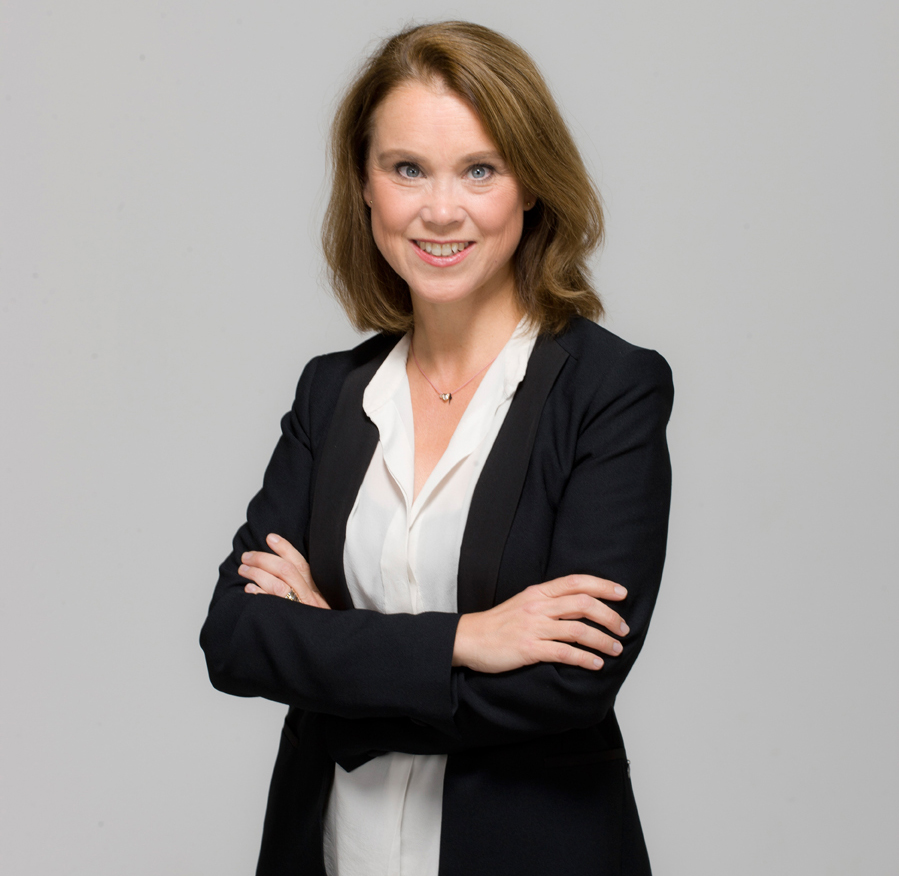
Petra Olschowski (2013)

Petra Olschowski (* 29. Juni 1965 in Stuttgart, gelegentlich unter dem Pseudonym Petra von Olschowski) ist eine deutsche Kunsthistorikerin und Politikerin (Bündnis 90/Die Grünen). Seit September 2022 ist sie Ministerin für Wissenschaft, Forschung und Kunst des Landes Baden-Württemberg. Zuvor war sie von Mai 2016 bis September 2022 Staatssekretärin dieses Ministeriums. Seit 2021 ist sie Abgeordnete im Landtag von Baden-Württemberg. Von September 2010 bis Mai 2016 leitete sie als Rektorin die Staatliche Akademie der Bildenden Künste Stuttgart. Von 2013 bis 2016 war sie Vorsitzende des Württembergischen Kunstvereins.

## Leben

### Werdegang
Olschowski erwarb das Abitur am Eberhard-Ludwigs-Gymnasium in Stuttgart. Nach einer Lehre zur Einzelhandelskauffrau im Kunsthaus Schaller, Stuttgart, studierte sie Kunstgeschichte und Germanistik an der Universität Stuttgart, und schrieb ihre Magisterarbeit über die großformatigen Holzschnitte im Werk von HAP Grieshaber. Sie arbeitete zunächst als Redakteurin bei der Stuttgarter Zeitung, bevor sie im Juli 2002 die Geschäftsführung der Kunststiftung Baden-Württemberg übernahm. Sie kuratierte zahlreiche Ausstellungen und publizierte vor allem zu den Themen zeitgenössische Kunst und Tanz. Vom 1. September 2010 bis 11. Mai 2016 hatte sie das Amt der Rektorin an der Staatlichen Akademie der Bildenden Künste Stuttgart inne. Sie war seit der Gründung der Hochschule (bzw. ihrer Vorgängerinstitution) im Jahr 1761 die erste Frau in dieser Position. Am 7. November 2013 wurde sie zur Vorsitzenden des Württembergischen Kunstvereins gewählt. Dieses Amt hatte sie bis 2016 inne.

### Politische Laufbahn
Olschowski – damals noch parteilos – wurde am 12. Mai 2016 zur Staatssekretärin im Ministerium für Wissenschaft, Forschung und Kunst Baden-Württemberg ernannt. Später trat sie Bündnis 90/Die Grünen bei. Bei der Landtagswahl in Baden-Württemberg 2021 trat sie im Wahlkreis Stuttgart IV an und gewann mit 35,6 % der Stimmen das Direktmandat. Bei der anschließenden Regierungsbildung behielt sie ihren Staatssekretärposten. Am 28. September 2022 wurde sie Nachfolgerin ihrer Parteikollegin Theresia Bauer als Ministerin für Wissenschaft, Forschung und Kunst des Landes Baden-Württemberg.
Olschowski, deren Familie ihren Adelstitel mit dem österreichischen Adelsaufhebungsgesetz von 1919 verlor, trat häufig unter dem Pseudonym Petra von Olschowski auf. Nach ihrer Ernennung zur Staatssekretärin kündigte sie an, darauf zukünftig zu verzichten.

## Ehrenämter (bis Mai 2016 – Auswahl)
- Vorsitzende des Württembergischen Kunstvereins Stuttgart
- Mitglied des Kuratoriums der Künstlersozialkasse des Bundes
- Mitglied des Kuratoriums der Triennale Kleinplastik in Fellbach
- Mitglied des Landesdenkmalrats Baden-Württemberg
- Mitglied der Kommission Kunst am Bau Baden-Württemberg